# Basselinia porphyrea
Basselinia porphyrea  es una especie de palmera originaria de Nueva Caledonia.

## Descripción
Es una palmera que alcanza un tamaño de 5 m de alto, fornida,  con un tronco de 10 cm de diámetro, cubierto de cicatrices foliares prominentes muy juntas, y la presencia de raíces adventicias desarrolladas en la base.

## Hábitat
Se encuentra en Nueva Caledonia  en las laderas orientales de la montaña Nékando en un hábitat de sotobosque en la selva tropical.

## Taxonomía
Basselinia porphyrea fue descrito por Harold Emery Moore y publicado en Allertonia 3: 367. 1984.
Etimología
Basselinia: nombre genérico otorgado en honor del poeta francés Olivier Basselin (1400–1450).
porphyrea: epíteto latino que significa "de color rojo púrpura".